# Alloclavaria
Alloclavaria — рід грибів родини Rickenellaceae. Назва вперше опублікована 2007 року.

## Класифікація
До роду Alloclavaria відносять 1 вид:
- Alloclavaria purpurea